# Сантьяго Моуріньо
Альваро Сантьяго Моуріньо Гонсалес (ісп. Álvaro Santiago Mouriño González, нар. 13 лютого 2002, Монтевідео, Уругвай) — уругвайський футболіст, центральний захисник іспанського клубу «Депортіво Алавес».

## Ігрова кар'єра
Сантьяго Моуріньо є вихованцем столичного клубу «Насьйональ». У 2021 році футболіст не став підписувати з клубом професійний контракт і в січні 2022 року він приєднався до іншого клубу з Монтевідео — «Расінг». У складі якого в травні 2022 року і дебютував на професійному рівні у Другому дивізіоні чемпіонату Уругваю.
Свою грою Моуріньо допоміг клубу виграти турнір Другого дивізіону і 4 лютого 2023 року захисник зіграв свою першу гру у Вищому дивізіоні чемпіонату Уругваю.
Влітку 2023 року Моуріньо перебрався до Іспанії, де підписав контракт на п'ять років з мадридським «Атлетіко». Але вже в серпні був відданий в оренду до кінця сезону у клуб Сегунди «Сарагоса». Так і не провівши в складі «Атлетіко» жодного матчу, в  серпні 2024 року футболіст перейшов до клубу «Депортіво Алавес», з яким підписав новий п'ятирічний контракт.

## Титули
Расінг (Монтевідео)
- Переможець Другого дивізіону чемпіонату Уругваю: 2022